# Цанес, Эммануил

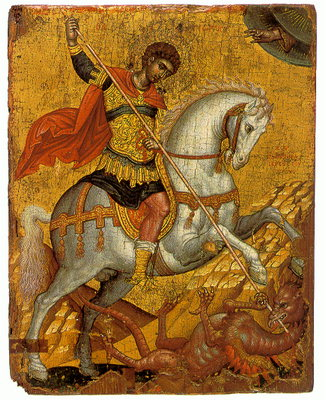
Святой Георгий Победоносец. Эммануил Тзанес

Эммануил Цанес Буниалис (греч. Εμμανουήλ Τζάνες, 1637, Ретимно — 20 марта 1694, Венеция) — греческий художник эпохи Возрождения, иконописец, иерей (1683).
Эммануил Цанес родился на острове Крит, однако позже переехал в Венецию, где он создал большую часть своих работ. Цанес был одним из наиболее почитаемых греческих художников своего времени, одним из ярких представителей так называемой Критской школы и современником другого критского живописца, который также творил в Венеции, Теодороса Пулакиса.

## Основные работы
В византийской церкви Святых Ясона и Сосипатра, возведенной в XII веке на острове Керкире, сохранились иконы Эммануила Цанеса, который также дал описание жизни святых. Икона Цанеса Святой Иаков хранится в собрании Музея икон в Венеции. Икона Святой Михаил ныне экспонируется в Музее византийской культуры в Афинах.
Афинский музей Бенаки владеет иконой Святой Николай Чудотворец, на которой святитель изображен на облаке над морем, тем самым подчеркивается, что Святой Николай — покровитель путешественников и моряков. Также известно, что авторству Цанеса принадлежат фрески церкви Сан-Джорджо деи Гречи в Венеции.